# Rufino Sescon

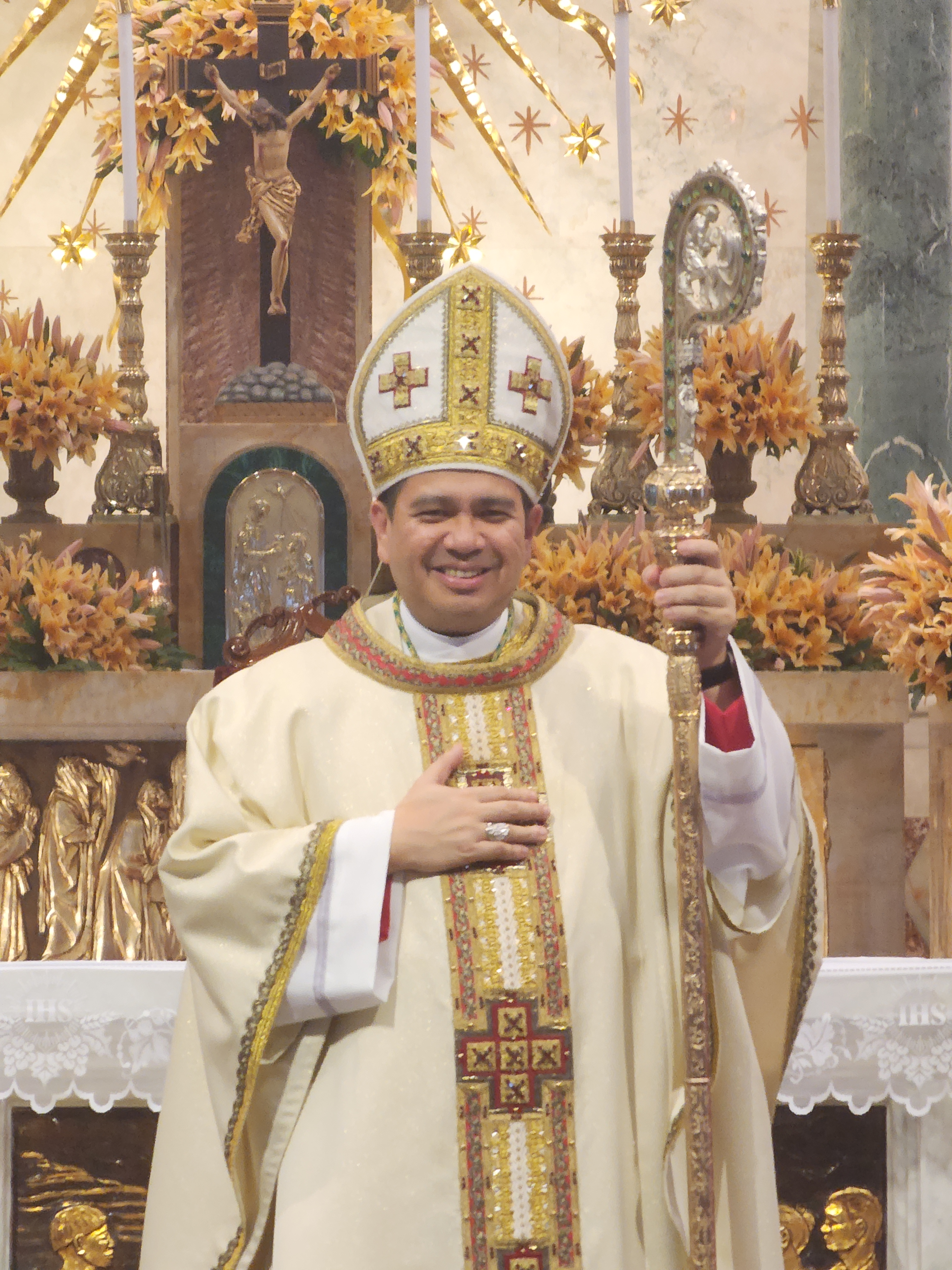
Rufino Sescon, 2025

Bischofswappen

Rufino Coronel Sescon Jr. (* 20. April 1972 in Manila) ist ein philippinischer römisch-katholischer Geistlicher und Bischof von Balanga.

## Leben
Rufino Sescon studierte Philosophie und Theologie am Priesterseminar San Carlos in Manila und erwarb an der zugehörigen Graduate School of Theology den Master in beiden Fächern. Das Sakrament der Priesterweihe empfing er am 19. September 1998 durch Jaime Kardinal Sin für das Erzbistum Manila.
Nach der Priesterweihe war er zunächst Assistent und von 2001 bis 2005 erzbischöflicher Sekretär. Von 2002 bis 2008 gehörte er dem erzbischöflichen Jugendseelsorgeamt und von 2003 bis 2005 dem Konsultorenkollegium sowie den Priesterrat des Erzbistums an. Von 2004 bis 2008 war er zudem für die Fortbildung und die Praktikumsorganisation für die jungen Geistlichen verantwortlich. Anschließend war er bis 2015 erneut Mitglied von Konsultorenkollegium und Priesterrat sowie Kanzler der Diözesankurie. Von 2015 bis 2022 war er neben seelsorglichen Aufgaben in verschiedenen Funktionen in der Laienbildung tätig und gehörte diversen diözesanen Gremien, vor allem im Bildungsbereich, an. Ab 2022 war er Vorsitzender des Fundraisingkomitees des Erzbistums, Rektor der Quiapo-Kirche und Bischofsvikar für Manila.
Papst Franziskus ernannte ihn am 3. Dezember 2024 zum Bischof von Balanga. Die Bischofsweihe spendete ihm der Erzbischof von Lingayen-Dagupan, Socrates Buenaventura Villegas, am 25. Februar des folgenden Jahres in der Kathedrale von Manila. Mitkonsekratoren waren der emeritierte Bischof von Cubao, Honesto Ongtioco, und der Bischof von Antipolo, Ruperto Cruz Santos. Die Amtseinführung im Bistum Balanga fand am 1. März 2025 statt.